# La Roche-sur-Yon-Agglomération
La Roche-sur-Yon Agglomération (LRSYA), appelée couramment « La Roche Agglo », est une intercommunalité à fiscalité propre française située dans le département de la Vendée et la région des Pays de la Loire.
Créée le 1er janvier 1994 sous la forme de la communauté de communes du Pays-Yonnais, elle devient  une communauté d'agglomération le 31 décembre 2009. Elle est la structure intercommunale la plus peuplée de Vendée avec 98 273 habitants (recensement de 2021).

## Histoire
En 1978, le syndicat intercommunal à vocation unique de l’Yon est créé afin de protéger la vallée de la rivière. Ainsi, 8 communes du sud du Pays yonnais s’associent dans ce cadre : Aubigny, Chaillé-sous-les-Ormeaux, Les Clouzeaux, Nesmy, La Roche-sur-Yon, Saint-Florent-des-Bois, Rosnay et Le Tablier.
Le 28 septembre 1992, après approbation de la commission départementale de coopération intercommunale de la Vendée, le syndicat mixte pour la promotion et le développement du Pays yonnais est constitué entre des communes de l’aire urbaine de La Roche-sur-Yon, au nombre de 15 : Aubigny, Chaillé-sous-les-Ormeaux, La Chaize-le-Vicomte, Les Clouzeaux, Dompierre-sur-Yon, La Ferrière, Fougeré, Landeronde, Mouilleron-le-Captif, Nesmy, La Roche-sur-Yon, Saint-Florent-des-Bois, Le Tablier, Thorigny et Venansault.
Le syndicat mixte, également désigné sous le nom de syndicat du Pays yonnais (SPY), est transformé en communauté de communes du Pays-Yonnais au 1er janvier 1994. Le périmètre reste le même, bien que les conseils municipaux de Mouilleron-le-Captif et de Venansault aient refusé l’élévation en intercommunalité à fiscalité propre.
Alors que la communauté de communes est associée à la communauté de communes Vie-et-Boulogne dans le cadre du syndicat intercommunal Yon et Vie, un arrêté préfectoral du 2 octobre 2006 transforme cette structure en syndicat mixte du pays Yon et Vie et lui délègue la compétence de « pays ».
En septembre 2009, le conseil communautaire décide que la communauté de communes devienne une communauté d’agglomération au 1er janvier 2010. Cette décision se traduit par un arrêté préfectoral du 23 décembre 2009 portant création de La Roche-sur-Yon-Agglomération au 1er janvier suivant,. 
Initialement composée de 15 communes, elle est composée de 13 communes à compter du 1er janvier 2016, à la suite de deux créations de communes nouvelles : Aubigny-les-Clouzeaux et Rives-de-l’Yon.

## Toponymie
La dénomination de la communauté d’agglomération consiste en la juxtaposition du nom de la commune principale du territoire, La Roche-sur-Yon, et du terme Agglomération, entendu dans un sens plus administratif qu’urbain.
Pour Pierre Regnault, maire de La Roche-sur-Yon en novembre 2009, elle se justifie car elle permet d’identifier sa situation géographique, reprenant ainsi les usages connus dans les autres communautés d’agglomération des villes moyennes.

## Territoire communautaire

### Géographie

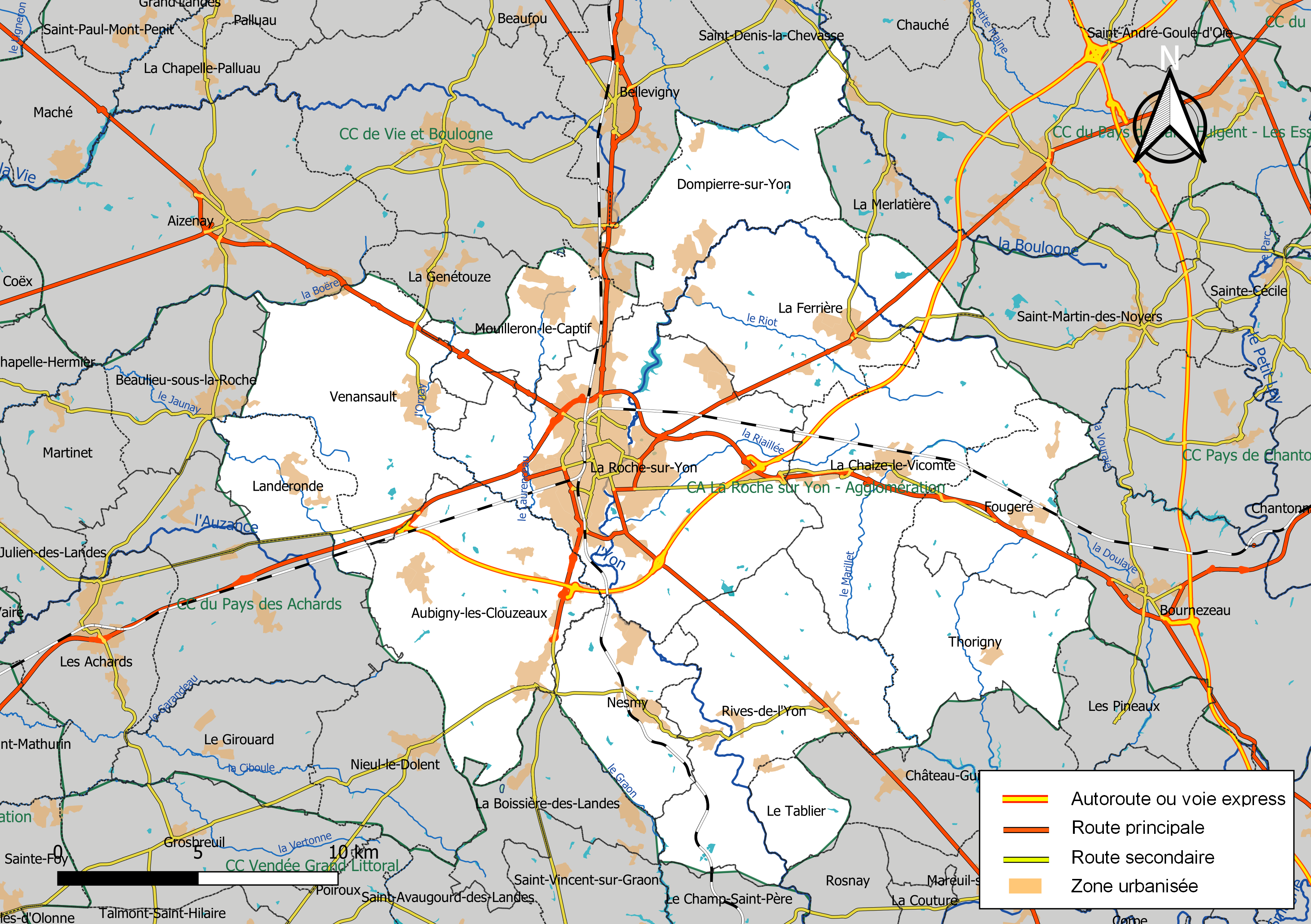
Carte de l'intercommunalité ca Roche-sur-Yon-Agglomération au 1er janvier 2019.

Située au centre du département de la Vendée, l'intercommunalité La Roche-sur-Yon-Agglomération regroupe 13 communes et s'étend sur 499,4 km2avec une altitude variant de 6 (à Chaillé-sous-les-Ormeaux) à 112 mètres (à La Chaize-le-Vicomte). Géographiquement, elle appartenait au Bas Bocage vendéen.
Elle était traversée par quatre cours d’eau principaux : l’Ornay, le Marillet, la Riaillée et l’Yon.
À l’exception de Landeronde, Dompierre-sur-Yon et La Ferrière, qui appartenaient au canton de La Mothe-Achard pour la première à celui des Essarts pour les suivantes, toutes les communes étaient contenues dans le périmètre des cantons dont La Roche-sur-Yon était le chef-lieu (La Roche-sur-Yon-Nord et La Roche-sur-Yon-Sud). Aussi, seule Landeronde dépendait de l’arrondissement des Sables-d’Olonne, les autres relevant de l’arrondissement de La Roche-sur-Yon.

### Composition
La communauté d'agglomération est composée des 13 communes suivantes :

| Nom                      | Code Insee | Gentilé        | Superficie (km2) | Population (dernière pop. légale) | Densité (hab./km2) |
| ------------------------ | ---------- | -------------- | ---------------- | --------------------------------- | ------------------ |
| La Roche-sur-Yon (siège) | 85191      | Yonnais        | 87,52            | 54 699 (2022)                     | 625                |
| Aubigny-Les Clouzeaux    | 85008      |                | 52,28            | 7 129 (2022)                      | 136                |
| La Chaize-le-Vicomte     | 85046      | Vicomtais      | 49,51            | 3 883 (2022)                      | 78                 |
| Dompierre-sur-Yon        | 85081      | Dompierrois    | 33,6             | 4 535 (2022)                      | 135                |
| La Ferrière              | 85089      | Ferriérois     | 47,17            | 5 411 (2022)                      | 115                |
| Fougeré                  | 85093      | Fougeréens     | 26,89            | 1 242 (2022)                      | 46                 |
| Landeronde               | 85118      | Landeronnais   | 17,96            | 2 285 (2022)                      | 127                |
| Mouilleron-le-Captif     | 85155      | Mouilleronnais | 19,73            | 5 209 (2022)                      | 264                |
| Nesmy                    | 85160      | Nesmysiens     | 24,52            | 3 056 (2022)                      | 125                |
| Rives-de-l’Yon           | 85213      | Rivayonnais    | 54,26            | 4 285 (2022)                      | 79                 |
| Le Tablier               | 85285      |                | 9,28             | 756 (2022)                        | 81                 |
| Thorigny                 | 85291      | Thorignais     | 32,15            | 1 255 (2022)                      | 39                 |
| Venansault               | 85300      | Venansaltais   | 44,49            | 4 743 (2022)                      | 107                |

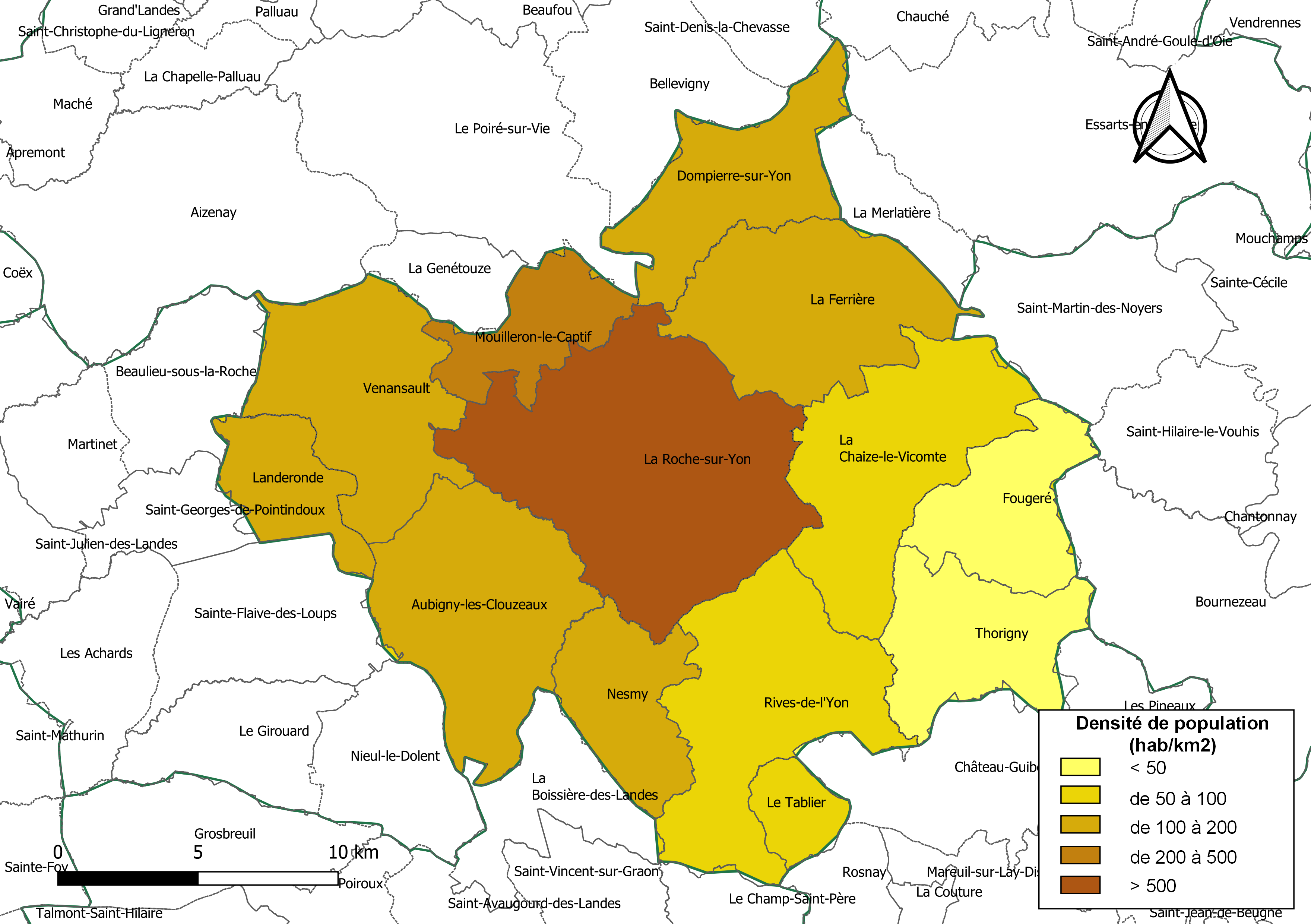
Carte des densités de population (millésimée 2016) des communes de l'intercommunalité La Roche-sur-Yon-Agglomération. Composition en communes au 1er janvier 2019[10].
Limites communales du territoire communautaire.

### Démographie
| 1968   | 1975   | 1982   | 1990   | 1999   | 2006   | 2011   | 2016   | 2022   |
| ------ | ------ | ------ | ------ | ------ | ------ | ------ | ------ | ------ |
| 53 049 | 64 290 | 70 666 | 73 740 | 79 665 | 85 569 | 91 959 | 95 416 | 98 488 |

## Administration

### Siège
Le premier siège de La Roche-sur-Yon-Agglomération était situé au 54, rue René-Goscinny, à La Roche-sur-Yon. Par arrêté préfectoral du 29 mars 2019, il est transféré à la place du Théâtre, sur la même commune.

### Conseil communautaire
Selon l’arrêté préfectoral portant établissement du nombre et répartition des conseillers du 25 octobre 2019, le conseil communautaire comprend par commune :
| Nombre de conseillers                   | Communes                                                            |
| --------------------------------------- | ------------------------------------------------------------------- |
| 22                                      | La Roche-sur-Yon                                                    |
| 4                                       | Aubigny-Les Clouzeaux                                               |
| 3                                       | La Ferrière, Mouilleron-le-Captif                                   |
| 2                                       | La Chaize-le-Vicomte, Dompierre-sur-Yon, Rives de l'Yon, Venansault |
| 1 (+ 1 suppléant)                       | Fougeré, Landeronde, Nesmy, Le Tablier et Thorigny                  |
| Conseil communautaire : 45 conseillers. |                                                                     |

### Élus
La communauté d'agglomération est administrée par son conseil communautaire constitué en 2020 de 45 conseillers communautaires, qui sont des conseillers municipaux représentant chacune des communes membres.
À la suite des élections municipales de 2020 dans la Vendée, le conseil communautaire du 7 juillet 2020 a réélu son président, Luc Bouard, maire de La Roche-sur-Yon, ainsi que ses  13 vice-présidents. 
Le bureau est remanié le 13 avril 2023 après la démission de Bernadette Barré-Idier, 9e vice-présidente et maire du Tablier, et les élections municipales partielles qui ont eu lieu à Aubigny-Les Clouzeaux et au Tablier. Depuis cette date, la liste des vice-présidents est la suivante :
|     | Attributions                                                                         | Identité             | Qualité                                        |
| --- | ------------------------------------------------------------------------------------ | -------------------- | ---------------------------------------------- |
| 1er | Développement et prospection économiques, relations avec les entreprises et tourisme | Yannick David        | Maire de La Chaize-le-Vicomte                  |
| 2e  | Énergies, agriculture et alimentation en lien avec l'économie                        | Laurent Favreau      | Maire de Venansault                            |
| 3e  | Transition écologique, biodiversité, eau, assainissement et GEMAPI                   | Anne Aubin-Sicard    | Première adjointe au maire de La Roche-sur-Yon |
| 4e  | Ressources humaines et mutualisation                                                 | Jacky Godard         | Maire de Mouilleron-le-Captif                  |
| 5e  | Aménagement du territoire et PLUi                                                    | Thierry Ganachaud    | Maire de Nesmy                                 |
| 6e  | Gestion des déchets (collecte, réduction, tri, valorisation)                         | Alexandra Gaboriau   | Maire de Thorigny                              |
| 7e  | Politique gérontologique                                                             | David Bély           | Maire de La Ferrière                           |
| 8e  | Finances, marchés publics et relations internationales en lien avec l'économie       | Manuel Guibert       | Maire de Fougeré                               |
| 9e  | Emploi, insertion professionnelle et enseignement supérieur et professionnel         | Françoise Raynaud    | Adjointe au maire de La Roche-sur-Yon          |
| 10e | Relations avec le CIAS                                                               | Sophie Montalétang   | Adjointe au maire de La Roche-sur-Yon          |
| 11e | Culture et équipements sportifs communautaires                                       | Christophe Hermouet  | Maire de Rives de l'Yon                        |
| 12e | Petite enfance et famille                                                            | Annabelle Pillenière | Maire du Tablier                               |
| 13e | Habitat                                                                              | Pierre Lefebvre      | Adjoint au maire de La Roche-sur-Yon           |

On compte par ailleurs sept autres membres du bureau : 
1. François Gilet, maire de Dompierre-sur-Yon, chargé des politiques d'hébergement et des gens du voyage ;
2. Angie Lebœuf, maire de Landeronde, chargée de la lutte contre les inégalités et des relations avec le conseil de développement ;
3. Sylvie Durand, adjointe au maire de La Roche-sur-Yon, chargée des instances paritaires et des relations avec les organisations syndicales ;
4. Maximilien Schnel, adjoint au maire de La Roche-sur-Yon, chargé de l'action culturelle communautaire ;
5. Patrick Durand, adjoint au maire de La Roche-sur-Yon, chargé des infrastructures communautaires ;
6. Michelle Grellier, maire d'Aubigny-Les Clouzeaux, chargée de la laïcité ;
7. Malik Abdallah, adjoint au maire de La Roche-sur-Yon, chargé des mobilités.

Ensemble, ils forment le bureau communautaire pour la période 2020-2026.

### Présidence
| Période          | Période                      | Identité           | Étiquette                       | Qualité |
| ---------------- | ---------------------------- | ------------------ | ------------------------------- | --- |
| 11 janvier 1994, | 7 juillet 1995               | Jacques Auxiette   | PS                              | Maire de La Roche-sur-Yon (1977-2004) Conseiller régional des Pays-de-la-Loire, élu dans la Vendée (1986-2015)                                                                                      |
| 7 juillet 1995   | 26 juin 1998                 | Dominique Caillaud | UDF                             | Maire de Saint-Florent-des-Bois (1977-2008) Conseiller général de la Vendée, élu dans le canton de La Roche-sur-Yon-Sud (1988-2001) Député de la Vendée, élu dans la 2e circonscription (1997-2012) |
| 26 juin 1998,    | 20 avril 2001                | Jacques Auxiette   | PS                              | Maire de La Roche-sur-Yon (1977-2004) Conseiller régional des Pays-de-la-Loire, élu dans la Vendée (1986-2015)                                                                                      |
| 20 avril 2001    | 14 avril 2008                | Philippe Darniche  | MPF                             | Maire de Mouilleron-le-Captif (depuis 1983) Sénateur de la Vendée (1995-2014) |
| 14 avril 2008    | 31 décembre 2009             | Pierre Regnault    | PS                              | Maire de La Roche-sur-Yon (2004-2014) Conseiller général de la Vendée, élu dans le canton de La Roche-sur-Yon-Nord (1998-2015)                                                                      |
| Hiver 2010       | 18 avril 2014                | Pierre Regnault    | PS                              | Maire de La Roche-sur-Yon (2004-2014) Conseiller général de La Roche-sur-Yon-Nord (1998-2014) |
| 18 avril 2014    | En cours (au 8 juillet 2020) | Luc Bouard         | UMP → LR puis DVD puis Horizons | Maire de La Roche-sur-Yon (depuis 2014) Réélu pour le mandat 2020-2026 |

### Compétences
Les compétences de La Roche-sur-Yon-Agglomération sont les suivantes :
- développement et animation économique de l’agglomération ;
- aménagement du territoire (dont l’organisation des transports) ;
- logement et cadre de vie ;
- protection de l’environnement ;
- équipements culturels et sportifs ;
- action sociale ;
- enseignement supérieur et recherche ;
- assainissement.

### Budget et fiscalité
| Postes | 2007         | 2008         | 2009         | 2010         | 2011         | 2012         | 2013         |
| --- | ------------ | ------------ | ------------ | ------------ | ------------ | ------------ | ------------ |
| Produits de fonctionnement                                                                                 | 17 368 000 € | 18 431 000 € | 20 617 000 € | 46 823 000 € | 51 927 000 € | 49 830 000 € | 56 224 000 € |
| Charges de fonctionnement                                                                                  | 14 379 000 € | 16 148 000 € | 18 477 000 € | 35 914 000 € | 44 852 000 € | 45 341 000 € | 47 387 000 € |
| Ressources d’investissement                                                                                | 4 132 000 €  | 4 738 000 €  | 3 883 000 €  | 6 803 000 €  | 16 819 000 € | 26 102 000 € | 18 145 000 € |
| Emplois d’investissement                                                                                   | 2 470 000 €  | 2 088 000 €  | 2 911 000 €  | 14 167 000 € | 18 125 000 € | 20 342 000 € | 29 311 000 € |
| Dette | 2 733 000 €  | 2 454 000 €  | 2 085 000 €  | 12 196 000 € | 18 178 000 € | 25 612 000 € | 33 759 000 € |
| Source : base Alize du ministère de l’Économie et des Finances,. ministère de l’Économie et des Finances,. |              |              |              |              |              |              |              |

## Projets et réalisations
La création de la communauté d’agglomération, avec de nouvelles compétences et de nouveaux financement, a été l’occasion de développer de nouveaux projets pour l’ensemble du territoire de la communauté d’agglomération : transports en commun étendus à la couronne yonnaise, construction d’une piscine sur la commune de Saint-Florent-des-Bois (désormais Rives-de-l’Yon) et projet de restructuration du complexe Arago de La Roche-sur-Yon autour d’un nouvel espace aquatique ludique et d’un bassin de 50 mètres découvert, accueil de la petite enfance avec la réalisation de nouvelles structures.
Outre les piscines et la patinoire, des équipements culturels d’intérêt communautaire sont eux aussi pris en charge par la communauté d’agglomération : scène nationale, médiathèques (Benjamin-Rabier, Léopold-Sédar-Senghor, Félix-Leclerc, médiathèque du Bourg-sous-la-Roche).

## Communication

### Identité visuelle
Après avoir simplement adapté l’identité visuelle de la communauté de communes, La Roche-sur-Yon-Agglomération se dote d’une nouvelle image créée par l’agence Souple Hop. Présentée le 25 septembre 2012 et appréhendée comme une « marque », elle reprend les initiales et le nom de la commune-siège (« Ry La Roche-sur-Yon ») ainsi que le slogan « Vendée way of life ». Une déclinaison devient alors le logotype de la communauté d’agglomération,.

Logotype de l'ancienne communauté de communes.
Logotype provisoire (2010-2012).
Logotype (depuis 2012).

### Bulletins intercommunaux
D’avril 1993 à avril 1996, le syndicat du Pays yonnais puis la communauté de communes ont édité 13 numéros d’une revue trimestrielle, SPY Mag : Le Magazine d’expressions du Pays yonnais.
En juillet 1996 le 14e numéro de SPY Mag devient Le Pays yonnais : Communauté de communes du Pays-Yonnais. Il est édité jusqu’au 76e exemplaire, paru en décembre 2009.